# Tempio di Vulcano vasútállomás
Tempio di Vulcano vasútállomás egy vasútállomás Olaszországban, Szicília régióban, Agrigento megyében, Agrigento településen. Forgalma alapján az olasz vasútállomás-kategóriák közül a bronz kategóriába tartozik.

## Vasútvonalak
Az állomást az alábbi vasútvonalak érintik:
- Agrigento Bassa–Porto Empedocle-vasútvonal